# Spyridium leucopogon
Spyridium leucopogon är en brakvedsväxtart som först beskrevs av Reiss., och fick sitt nu gällande namn av F. Müll.. Spyridium leucopogon ingår i släktet Spyridium och familjen brakvedsväxter. Inga underarter finns listade i Catalogue of Life.